# Waldemar Wardziński
Waldemar Wardziński (ur. 8 czerwca 1955 w Szwejkach) – polski polityk, samorządowiec, od 2002 do 2014 prezydent Ciechanowa.

## Życiorys
Absolwent I Liceum Ogólnokształcącego im. Zygmunta Krasińskiego w Ciechanowie. Ukończył studia na Wydziale Samochodów i Maszyn Roboczych Politechniki Warszawskiej. Do początku lat 90. pracował w Polmozbycie. W 1990 założył w Ciechanowie telewizję kablową. Następnie prowadził działalność handlową, zajmował kierownicze stanowiska w prywatnych spółkach.
Wstąpił do Platformy Obywatelskiej. W 2002 po raz pierwszy objął urząd prezydenta Ciechanowa. W wyborach samorządowych w 2006 ponownie został wybrany na to stanowisko, reelekcję uzyskał również w 2010 (wygrywając w II turze z Henryką Romanow). W 2014, startując ze własnego komitetu wyborczego z poparciem PO, przegrał w drugiej turze z Krzysztofem Kosińskim. Uzyskał natomiast mandat radnego powiatu ciechanowskiego. W 2015 bez powodzenia kandydował z listy PO do Sejmu.
W 2008 otrzymał Srebrny Krzyż Zasługi.